# Оставшееся время (книга)
Оставшееся время: Комментарий к Посланию к Римлянам (итал. Il tempo che resta. Uno commento alla Lettera ai Romani) — книга итальянского философа Джорджо Агамбена, вышедшая на итальянском языке в издательстве Bollati Boringhieri в 2000 году. В этой книге философ наиболее полно разрабатывает свою концепцию мессианского времени, которая отвергает представление о времени как о последовательности мгновений. Книга представляет собой оригинальное прочтение Послания к Римлянам апостола Павла, а точнее развернутый комментарий к первым десяти словам послания: «Павел, раб Иисуса Христа, призванный Апостол, избранный к благовестию Божию» (греч. Παῦλος, δοῦλος Χριστοῦ Ἰησοῦ, κλητὸς ἀπόστολος ἀφωρισμένος εἰς εὐαγγέλιον Θεοῦ; Рим. 1:1).
Работа совмещает историко-филологический анализ, философские размышления и имплицитные политические тезисы. Автор связывает идеи апостола Павла, Вальтера Беньямина и Карла Шмитта с современной политической теорией, объединяя различные направления своей мысли с христианским наследием.

## Контекст
Книга выросла из цикла семинаров о Послании к Римлянам, которые автор проводил в 1998 и 1999 годах в Париже, Вероне и Беркли. Для Агамбена, как и для Алена Бадью и Славоя Жижека, Послания Павла имеют большое значение для современных дискуссий о политике и религии. Эти мыслители не занимаются теологией и не исповедуют христианство, а рассматривают религиозную традицию в современном постсекулярном контексте, считая интеллектуальное наследие Павла значимым для политической теории и теории культуры. Как отмечает религиовед и культуролог Брайан Бритт, Агамбен, как Жижек, Бадью и другие, формируют консенсус о кризисе секулярной либеральной традиции (свобода, равенство, толерантность, права). Книга Агамбена является частью этой интеллектуальной тенденции, в которой религиозное измерение политики, вслед за Карлом Шмиттом, выводится на первый план. Агамбен оспаривает универсалистскую трактовку Павла Аленом Бадью, чья книга была опубликована тремя годами ранее, предпочитая интерпретацию Карла Барта. Критике книги Бадью Агамбен посвящает только две страницы, однако его детальный филологический анализ можно считать антитезой позитивизму французского философа.
Отмечается влияние на Агамбена работы Якоба Таубеса «Политическая теология Павла», вышедшей посмертно в 1993 году. Автор упоминает Таубеса и его книгу в самом начале исследования, расценивая её как поворотный момент в изучении Посланий — Таубес, с точки зрения Агамбена, сумел выявить мессианизм Павла. Интерпретация Агамбена имеет много общего с хайдеггеровским феноменологическим анализом идей Павла, оба философа отмечают особый опыт времени у апостола, но версия Агамбена отличается политическими акцентами. Важным источником книги является работа Вальтера Беньямина «О понятии истории», к которой нередко обращался автор, испытавший значительное влияние Беньямина. Одна из задач, которую ставит перед собой автор — установление связи и преемственности между работой Беньямина и мыслью Павла, Агамбен обнаруживает «тайное присутствие павловского текста» в Тезисах. Помещая мессианизм Беньямина в традицию Павла, Агамбен также прочитывает его через политическую теологию Карла Шмитта. По одной из версий, книгу можно рассматривать как развёрнутый комментарий первого тезиса Беньямина; автор посвящает целый параграф книги разбору идеи Беньямина о цитировании без кавычек. Агамбен пишет,

…полагаю, нет никаких сомнений в том, что… два величайших мессианических текста…разделённые почти двумя тысячелетиями и написанные в ситуациях радикального кризиса, образуют созвездие… оно находит «сей час» своей прочитываемости.
В 2005 году Агамбен заметил по поводу «Оставшегося времени», что «Послание к Римлянам» связывается с настоящим временем тем, что Беньямин в «Тезисах» называл «потайным указателем».

## Структура
Книга представляет собой оригинальное прочтение Послания к Римлянам апостола Павла, а точнее развернутый комментарий к первым десяти словам послания: «Павел, раб Иисуса Христа, призванный Апостол, избранный к благовестию Божию» (греч. Παῦλος, δοῦλος Χριστοῦ Ἰησοῦ, κλητὸς ἀπόστολος ἀφωρισμένος εἰς εὐαγγέλιον Θεοῦ; Рим. 1:1). Как и семинар, книга состоит из шести частей («дней») и «порога» (или tornada). Первый день посвящен анализу слов Paulos, doulos, Christoú Iēsoú. Во второй день рассматривается слово Klētós, в третий — слово Aphōrisménos, в четвертый — Apóstolos. Пятый и шестой дни посвящены словам Eis, euaggélion, theoú.
Книга посвящена памяти Якоба Таубеса.

## Основные идеи
В книге философ наиболее полно разрабатывает свою концепцию мессианского времени, которая отвергает представление о времени как о последовательности мгновений. Работа совмещает историко-филологический анализ, философские размышления и имплицитные политические тезисы. Автор связывает идеи апостола Павла и современную политическую теорию, объединяя различные направления своей мысли с христианским наследием.
Мессианизм Павла является для Агамбена альтернативой господствующим моделям либеральной демократии и секулярной власти, автор отвергает эстетические и идеалистические версии мессианизма. Павел не просто основатель Церкви, а основатель всего западного общества. Послания Павла представляют «фундаментальный мессианический текст Запада» — Агамбен оспаривает «антимессианские» тезисы христианской церкви и иудаизма, которые недооценивали или нивелировали мессианство апостола. Христианство и иудаизм в своей институциональной форме продолжали логику жертвы, которая проходила через всю историю Запада. В последующих переводах Посланий Павла Агамбен усматривает умаление его мессианизма: так, замена еврейского термина mashiah греческой калькой christos повлекла существенное изменение первоначального значения. Павел не различал Иисуса и мессианскую задачу — поэтому автор предпочитает писать «Иисус мессия» (или «мессия Иисус»), а не «Иисус Христос». 
Книга Агамбена посвящена развитию его собственной концепции мессианского времени, однако в ней он очень часто обращается и к другим мыслителям, разрабатывавшим схожие идеи, таким как Вальтер Беньямин, Морис Бланшо, Гершом Шолем, Якоб Таубес и др. Основным объектом критики выступает понимание времени как гомогенной, линейной структуры, как в историческом аспекте времени, так и в бытовом, то есть соизмеримым с личным опытом каждого отдельного человека. Своим пониманием времени Агамбен во многом обязан идеям Мартина Хайдеггера, в семинарах которого он участвовал во второй половине 1960-х годов. Понимание темпоральности христианской жизни центральное для Агамбена.
«Оставшееся время» не входит в авторский цикл работ «Homo Sacer», но имеет с ним явные связи, как с ранними, так и с последующими работами. Книга с помощью филологического исследования отвечает на поставленный автором в «Homo Sacer» (1995) вопрос о суверенитете, о суверенной власти — в ранней книге Агамбен рассматривал проблему политической экономии суверенного национального государства, которое исключает понятие «человека как такового». Если «Homo Sacer» излагал агамбеновскую теорию суверенной власти, то «Оставшееся время» показывает, как теория человеческой жизни Павла преодолевает ограничения идентичности и идентификации, утверждая существование некоторого остатка между различными категориями идентичности. В обеих книгах рассматривается категория потенциальности, ключевая для разграничения между учреждающей и учрежденной властью в «Homo Sacer»; последняя — другое название для актуальности, того, что следует дезактивировать, хотя дихотомию власти Агамбен в книге не упоминает.

### Дезактивация

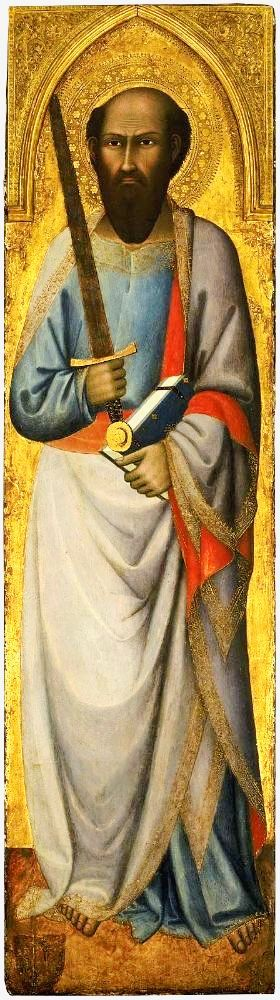
Апостол Павел (Андреа Ванни, 1390 год)

Центральным концептом книги, который автор обнаруживает в наследии апостола Павла, становится дезактивация («упразднение», «обездействование» или «приостановка»), которая указывает на мессианское событие. Ключевой термин здесь — katargesis; слово происходит от древнегреческого аrgeo (и от argos) и обозначает «обездействовать, дезактивировать, приостанавливать действенность». Как пишет Агамбен, argeo используется в Септуагинте для перевода еврейского глагола, обозначающего субботний отдых. Katargesis восстанавливает потенцию действия через его дезактивацию или бездейственность, что совпадает с «исполнением» закона и пришествием Мессии. Мессианская потенция не выражается в действии, а сохраняется в «слабой» форме. Мессианское событие влечет «обездействование» мирского и религиозного закона (который тем не менее проходит не через отрицание, а через  «снятие»), а также истории и чрезвычайного положения.   
Агамбен рассматривает слово Klētós, от глагола kaléō («звать»), утверждая, что у Павла все связанные слова приобретают техническое значение. Автор анализирует немецкий перевод klēsis Лютером (Beruf), впоследствии принятый Максом Вебером в «Протестантской этике». В этом контексте «мессианическое призвание» получило коннотации «призвания» и «мирской профессии». Цитируя Первое послание к Коринфянам («Каждый должен оставаться в призвании [klēsis], в котором находится»; 1 Кор. 7:20), философ рассматривает мессианическое призвание у Павла через структуру двойного отрицания: остаться в призвании, в котором кто-то был призван, означает первый шаг к нейтрализации. Не имеет значения, человек раб или свободный, обрезанный или необрезанный: этот смысл призвания нейтрализуется мессианским призванием, «призывом призыва». Мессианское призвание состоит в отозвании любого призвания, и именно поэтому оно и «может совпасть с фактическими условиями, в которых каждый обнаруживает себя призванным». Отозвание не аннулирует и не разрушает фактическое положение дел (правовые, социальные, экономические и политические условия), а дезактивирует ситуацию в фигуре «как не» (hos me, come non). Агамбен пишет: «Это не другая фигура и не иной мир — это прохождение фигуры этого мира». Мессианическое призвание входит в зону абсолютной неразличимости «между имманентностью и трансцендентностью, между этим миром и будущим», оно применяется к любым условиям или состояниям, но в то же время отзывает их и «радикально» ставит под вопрос. Мессия «опустошает» религии, готовя их конец. Агамбен иллюстрирует это «аннулирование» изречениями Павла об обрезании: автор Посланий утверждает связь с Богом и одновременно говорит, что «обрезание ничто». Мессианическое призвание не имеет собственного содержания, а лишь повторяет или реактивирует фактические или правовые состояния, «в которых или в качестве которых оказываешься призванным». Согласно Агамбену, 

Мессианический субъект не созерцает мир как если бы он был спасен. Скорее — говоря словами Беньямина — он видит спасение только тогда, когда гибнет в неспасаемом. В этом вся сложность опыта klésis, вся трудность жизни в призыве.
Как полагает Агата Билик-Робсон, «отозвание любого призвания» напоминает беньяминовский образ «спасённой ночи», в рамках которого жизнь остаётся как она есть — происходит отказ от любых попыток улучшить мир. Логика Агамбена упраздняет категории задач и их достижения и сближается с тезисом ранней работы философа «Грядущее сообщество»; в этом тексте Агамбен писал о лимбе, где «безвозвратно погибшие» души некрещеных младенцев «пребывают без печалей в забвении Бога». Как отмечает Колби Дикинсон, подход Агамбена расходится с обычными нарративами, ориентированными на достижение другой, святой жизни. Поскольку Мессия изменяет правовые или фактические условия, не отменяя их, для институциональных религий он представляет противоречивую фигуру.
Агамбен соотносит мессианическое с понятиями пользования и утраты, последняя понимается как промежуточное состояние между собственностью и отчуждением, включением и исключением. Дезактивация принимает форму пользования (uso): «Жить мессианически означает „использовать“ klesis, а мессианическая klesis… является тем, чем можно только пользоваться и нельзя обладать». Фигуру «не как» Агамбен связывает с использованием мессианического призвания в рамках старой идентичности (а не с негативным значением), которая не получает новую идентичность, а становится обездействованной. Последнее открывает возможность для того, что автор называет подлинным использованием. 
Упразднение разделений между людьми (обрезанный / необрезанный, иудей / язычник, иудей / грек, мужчина / женщина, женатый / неженатый и др.) Агамбен связывает с мыслью Беньямина: в «Пассажах» упоминается «линия, разделенная разрезом Аполлона», являющаяся для Беньямина метафорой разделения между тем, что происходит до или после исторического события. Агамбен считает «Аполлона» опечаткой немецких издателей — Беньямин не отсылал к античному богу, а писал про «разрез Апеллеса», в контексте истории Плиния о состязании между художниками Протогеном и Апеллесом, в котором нужно было провести более тонкую линию внутри другой, уже очень тонкой. Метафора линии, проведенной Апеллесом, — разделение внутри разделения, — согласно Агамбену, лежит в основе мысли Беньямина, как и самого Агамбена. 
С точки зрения Агамбена, апостол не предлагал универсальную истину «для всех», а утверждал не-тождество; Павел, начав с разделения между иудеями и не-иудеями, осуществил перекрестное разделение второго порядка: на иудеев «по дыханию» (то есть тех, кто пребывает в мессианическом законе) и иудеев «по плоти». Это разделение разделяет также не-иудеев на не-иудеев «по дыханию» и на не-иудеев «по плоти». Если плоть относится к сфере закона, то дыхание подразумевает принадлежность на основе верности. Разделение второго порядка производит фигуру «остатка», которая формулируется как «не не-иудеи». Эта фигура преодолевает дихотомию иудеи — не-иудеи и подчиняется закону Мессии, а не сообщества. Агамбен определяет остаток как фигуру или субстанциальность, принимаемую народом в решающие моменты, когда он является единственным настоящим политическим субъектом. Согласно Агамбену, понятие остатка «позволяет поместить в новую перспективу наши ветхие… понятия народа и демократии». Разделение внутри разделения способно приостановить, сделать бездейственной антропологическую машину (власти).
| ИУДЕИ       | ИУДЕИ       | НЕ-ИУДЕИ    | НЕ-ИУДЕИ    |
| ----------- | ----------- | ----------- | ----------- |
| иудеи       | иудеи       | не-иудеи    | не-иудеи    |
| по дыханию  | по плоти    | по дыханию  | по плоти    |
| НЕ НЕ-ИУДЕИ | НЕ НЕ-ИУДЕИ | НЕ НЕ-ИУДЕИ | НЕ НЕ-ИУДЕИ |

Агамбен связывает дезактивацию у Павла с философией Гегеля, отмечая, что Мартин Лютер перевел введенный Павлом термин на немецкий как aufheben («снятие») — центральное понятие для диалектического метода, разработанного Гегелем. Тем самым философ сближается с концептуализацией божественного насилия Беньямином (эссе «К критике насилия»), который обращался к гегелевскому снятию. Автор использует тезис Шмитта о секуляризации, чтобы показать теологическую сущность философии Гегеля, признавая, что эта идея не оригинальная. Агамбен пишет:

…то, что последняя [диалектика] — в этом смысле — является секуляризацией христианской теологии, не является новостью; но то, что Гегель — не без некоторой иронии — применил против теологии оружие из ее собственного арсенала и что это оружие является подлинно мессианическим, — несомненно, важно.
Однако диалектика Гегеля для автора недостаточно мессианская, поскольку снятие двигается в сторону апокалиптического конца истории. Агамбен упоминает версии Кожева и Койре, стремясь отделить мессианическое от эсхатологии.

### Мессианское время
Агамбен обнаруживает у Павла «мессианическое время в качестве парадигмы исторического времени». Агамбен пишет:

…вернуть Павлу его мессианический контекст будет означать для нас прежде всего попытаться понять смысл и внутреннюю форму времени, которое он определяет словами ho nyn kairos, «время сего часа», «время теперь».
В мессианской темпоральности прошлое, настоящее и будущее сжимаются в мессианской точке «сейчас», которое описывается Агамбеном как время конца. Согласно Агамбену, Павел «раскладывает мессианическое событие на два времени: воскрешение и parousia»; событие — спасение — уже случилось для верующих, но ещё требует завершения. Расщепление (или раскладывание), как и обездействование, оказывается «всегда уже» присущим мессианскому событию. Поэтому Агамбен делает вывод о «цезуре, которая делит само разделение между временами» и привносит остаток: в этой «зоне… неразличимости… прошлое смещается в настоящее, а настоящее протягивается в прошлое». Г. Лайус следующим образом резюмирует черты мессианского события: во-первых, оно уже произошло; во-вторых, с самого начала это событие является расщепленным; в третьих, оно обездействовано и поэтому не поддается институциализации.
Агамбен обращается к оппозиции кайрос — хронос, цитируя определение из «Корпуса Гиппократа»: «chronos есть то, в чем есть kairos, а kairos есть то, в чем мало chronos». Темпоральность хроноса включает мгновения кайроса, который представляет собой сжатие, укорачивание или сокращение хроноса — в кайросе остается мало времени для чего-либо. В мессианском времени конца, в отличие от бинарности грехопадения и спасения, хронос и кайрос объединяются в констелляцию, которая, однако, не образует новое время (в этой констелляции время распадается на фрагменты, которые нельзя рассматривать хронологически) Кайрос не совпадает и с хронологическим «концом времен», последним днем (éschaton). Еschaton является непостижимым, «лишенным времени образом»; это переходное время имеет «тенденцию продлевать себя до бесконечности, а значит, и делать недостижимым тот конец, который оно, наоборот, должно было произвести». Темпоральность кайроса пытается ухватить здесь и сейчас то, что éschaton обещает в будущем; кайрологическая темпоральность осуществляет второе разделение, то есть разделяет или раскалывает разделение между хроносом и концом времен. Иными словами, подлинно мессианское время — то, что остается между хроносом и последним днем, «время, которое требуется времени, чтобы прийти к концу». 
Концептуализация темпоральности Агамбеном в целом близка Хайдеггеру, за исключением рассмотрения прошлого — в последнем аспекте усматривается явное влияние Беньямина. Как отмечает Сами Хатиб, автор усложняет отношение между мессианским и историческим в модели Беньямина — модель Агамбена выходит за рамки как негативного отношения (не-отношение, или отсутствие отношения, апокалиптическая версия), так и телеологии (отношение). Пространственным образом, который описывает эту модель, является разрез Апеллеса. Ниже представлена реконструкция С. Хатиба: 
| ПРОФАННАЯ ЭРА (НЕ-МЕССИАНСКОЕ ВРЕМЯ)          | ПРОФАННАЯ ЭРА (НЕ-МЕССИАНСКОЕ ВРЕМЯ) | МЕССИАНСКАЯ ЭРА (НЕ-ХРОНОЛОГИЧЕСКОЕ ВРЕМЯ) | МЕССИАНСКАЯ ЭРА (НЕ-ХРОНОЛОГИЧЕСКОЕ ВРЕМЯ)      |
|                                               | éscha (последний                     | ton день)                                  |                                                 |
| профанное хронологическое время (линеарность) | мессиа вре (вре ко                   | нское мя нца)                              | мессианское не-хронологическое время (вечность) |
| НЕ НЕ-ХРОНОЛОГИЧЕСКОЕ ВРЕМЯ                   | НЕ НЕ-ХРОНОЛОГИЧЕСКОЕ ВРЕМЯ          | НЕ НЕ-МЕССИАНСКОЕ ВРЕМЯ                    | НЕ НЕ-МЕССИАНСКОЕ ВРЕМЯ                         |

Как отмечает Хатиб, трехстадийную схему следует прочитывать сверху вниз: бинарность профанного и мессианского периодов превращается через деление второго порядка в третью стадию (последняя строка), которая невозможна в первой дихотомии. Причинные связи между стадиями отсутствуют; слияние не не-мессианского и не не-хронологического времени образует мессианское время, однако этот момент — превращение хроноса в кайрос — является полностью случайным.
Мессианское событие избавления относится не к будущему, а к «времени теперь», оно всегда присутствует в настоящем, в способности вещей претерпеть дезактивацию (фигура «не как»). Мессианское «настоящее как требование исполнения» означает невозможность как политического романтизма, обращённого в прошлое, так и утопических устремлений в будущее. Возможность изменений связывается с настоящим моментом. Как отмечает Дуглас Фэрроу, мессианское время все ещё принадлежит хронологическому времени, истории, но сжимается и поэтому до некоторой степени уже относится к вечности. Агамбен осмысляет состояние между временем и его концом. 
На протяжении всей книги Агамбен так или иначе возвращается к проблеме соотношения мессианского времени и языка. В его понимании моделью структуры мессианского времени, мессианского исполнения закона является стихотворение, так как «стихотворение обладает особой и ни на что не похожей темпоральностью». На примере секстины Даниэля Арнаута «Lo ferm voler qu’el cor m’intra» Агамбен развивает мысль о параллелизме между временем, действующим в стихотворении и мессианским временем, из чего философ заключает, что «рифма рождается в христианской поэзии как метрическая и языковая перекодировка мессианского времени».

### Перформатив веры
Ближе к концу книги Агамбен разрабатывает идею перформатива веры. Мессианское время является секулярным, но с «неприметным отличием», поскольку, вероятно, люди услышали благую весть, или «радостное послание», возвещающее о спасении. Агамбен обращается к теории речевых актов: благая весть Павла перформативна, язык является действием, а не денотатом. «Возвещение» трактуется как объявление в терминах Джона Остина: апостол почти подходит к осознанию перформативной силы обещания. Согласно автору, «текст послания в каждой своей точке переплетен с возвещением, а возвещение — с благом, о котором возвещается». Как отмечает Пассаван, возвещение связывается Агамбеном с потенциальностью; переход от второго к успешному речевому акту случаен, однако требует веры, которая «неотделима от полной убежденности в необходимом единстве обещания и реализации». Вера активирует обещание, создается новый модус бытия «в акте, energeia возвещения». Мессианское сообщество верующих воспринимает благую весть онтологически, а не психологически. Возвещение «рождается… в вере того, кто его произносит, и того, кто его слышит и оно живет только в ней». Путь к спасению следует из пребывания в мессианском законе — необходимо оставаться не не-иудеем. Для полноты веры простого исполнения закона недостаточно, вера выходит за рамки закона к бесконечному духу. Утверждая приоритет духа закона над буквой, Агамбен цитирует фразу «Люби ближнего своего как самого себя». Апостол не отрицает право, а находится в законе божьем, законе веры и духа. Мессианический закон включает ненормативный аспект — nomos pisteоs, закон веры, обещание. Как отмечает Пассаван, строгое определение верности закону невозможно: закон открыт бесконечному множеству жизненных ситуаций. Закон — это «педагог», который ведет к мессианскому; Новый завет «является не буквой, написанной чернилами на каменных скрижалях, но пишется дыханием Бога на плоти сердца» (Пассаван сближает тезис с идеями Джона Локка). Закон оказывается соразмерным жизни. 
Как отмечает Пассаван, для соотнесения политических субъектов и мессианской ситуации Агамбен пытается обосновать «правильное» действие, добрые дела, которые возможны без обращения к закону. Услышав благую весть, политические субъекты мессианской ситуации должны действовать правильно — Агамбен пересматривает свой взгляд по сравнению с другими работами, где он предлагал мыслить за рамками идеи права или понимать его как мертвый язык, с которым можно бесцельно играть (беньяминовская детская игра). Философ усложняет антиноминализм Павла: апостол практически «доходит до откровенно антиномических формулировок… постоянно стремится подтвердить святость и благость закона… артикулировать более сложное отношение между обещанием-верой и законом».

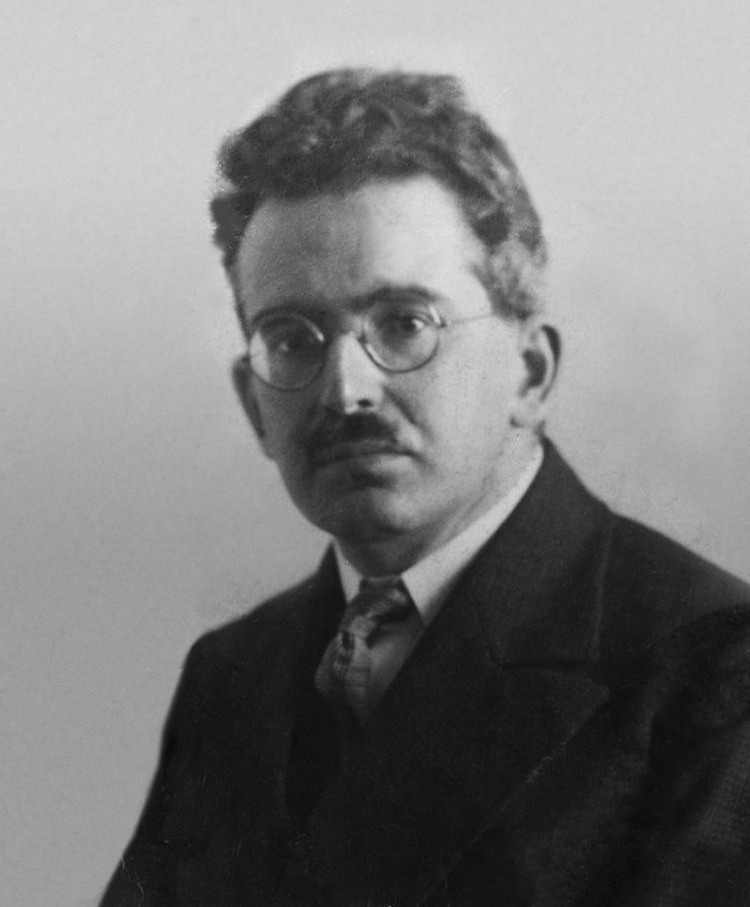
Вальтер Беньямин

## Восприятие
На 2023 год в результате академических дискуссий вокруг философского проекта Агамбена является общепринятым тезис, что развёрнутая в книге трактовка мессианского события в принципе не допускает возможности какого-либо события в будущем; эта идея накладывает существенные ограничения на политические и эпистемологические аспекты философии Агамбена.
Книга была хорошо принята С. Жижеком, который положительно отзывается о работе Агамбена в книге «Кукла и Карлик». 
Как полагает политолог Пол Пассаван, утверждение активного политического субъекта порождает два противоречия: проблему действия в теоретической конструкции Агамбена и проблему права в его философской системе. Апостол имеет «конкретную цель» — Агамбен отходит от своей ранней теории «чистых средств» и более не мыслит потенциальность вне связи с бытием, как это рассматривалось в работе «Homo Sacer» в контексте проблемы суверена и исключения. Для успешного речевого акта другие возможные перформативы не должны случиться; верующий, отмечает Пассаван, будет принимать решения и даже, возможно, действовать воинственно, чтобы защищать мессианскую истину / ситуацию от других возможных речевых акторов и сопутствующих субъектов и ситуаций. Агамбеновский философ-теолог Павел нуждается в Павле-политическом активисте из антифилософии Бадью. Переход Агамбена от критики государства к необходимости действий, решений и конкретных целей, согласно Пассавану, отражает унаследованное от марксизма противоречие в критической теории XX века. По оценке Пассавана, обращение Агамбена к метафизике не помогает ему избежать основополагающих проблем политической философии — власти и исключения, — вопросов, которые его онтология государственного суверенитета пыталась обойти. Потенциальность в терминах теории речевых актов и разделительная природа закона не дают ответа на вопрос, как относиться к тем, кто находится вне мессианской ситуации (друг, враг или третий вариант). Неясно, что будет с теми, кто не хочет христианской любви или не считает себя частью иудео-христианской традиции; кто отвергает мессианскую ситуацию или расценивает «любовь» как прикрытие для колониализма. Как заключает Пассаван, эти вопросы не разрешимы в рамках онтологии Агамбена. 

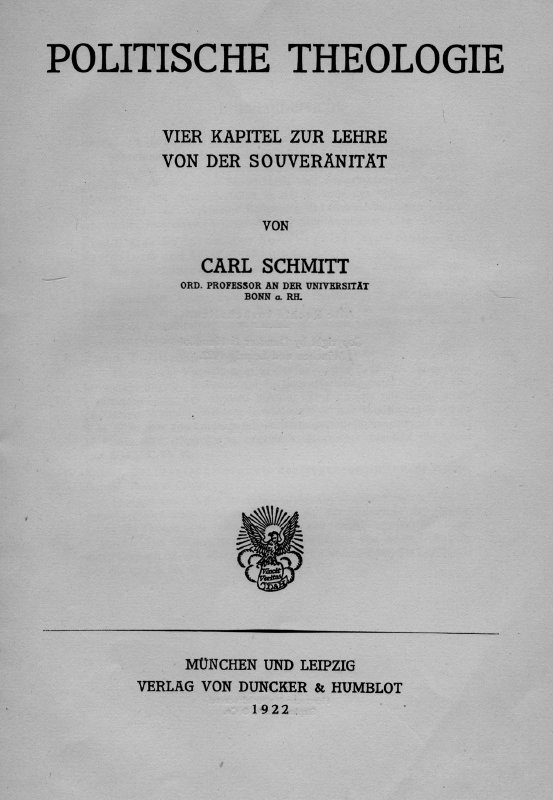
Оригинальное издание «Политической теологии» Карла Шмитта, 1922

Религиовед и культуролог Брайан Бритт полагает, что книга на самом деле о Павле и Шмитте (а не о Павле и Беньямине). Беньямин выполняет роль методологической связки или моста между Павлом и Шмиттом: в случае Павла Беньямин позволяет автору избежать сектантства, а со Шмиттом он фигурирует как «фиговый листок» упрощённого понимания секулярного и секуляризации. Беньямин также обеспечивает переход от Павла к Марксу и Гегелю. В книге Беньямин по большей части выступает в качестве авторитетного оракула, автор не занимается им серьезно и игнорирует контекст его мысли. Хотя и Беньямина, и Шмитта веймарского периода можно считать наследниками Павла, Агамбен абсолютизирует эту связь, что Бритт находит неубедительным.
Как пишет Бритт, мессианская генеалогия от Павла к Шмитту и Беньямину навязывает модель Шмитта обоим мыслителям. В случае Павла это приводит к смешению мессии и суверена и переписыванию дихотомий частное — всеобщее, закон — вера, старое — новое, что, однако, расходится с современным состоянием исследований библеистики. Агамбен некорректно проецирует модель религии Шмитта на понятие традиции у Беньямина, искажает беньяминовские устремления по преодолению оппозиций между сакральным и профанным, традицией и модерном; не учитывает тот факт, что его мессианизм был направлен против децизионизма Шмитта и фашизма в целом. Как заключает Бритт, агамбеновский мессия, и у Павла, и у Беньямина, — шмиттеанский конструкт. Философ Антонио Чимино, напротив, полагает, что Агамбен сложнее, чем Шмитт, концептуализирует связь политического и теологического, отказываясь от простых иерархических отношений между двумя областями.
Бритт полагает, что Агамбен, движимый стремлением к сравнению и заключениям на основе аллюзий, терпит неудачу в историзации и ограничивается несерьезной компаративистикой. Поверхностные аналогии между Павлом и Беньямином не учитывают различия (как и в случае с тезисом о секуляризации христианской теологии Гегелем). Агамбен не просто развивает идею Шмитта о теологической природе современного государства, а идёт дальше Шмитта, применяя тезис к самому Павлу, который, согласно автору, вводит «конституцию в игру против позитивного права». В результате, по мнению Бритта, секуляризация возводится в ранг трансисторического и транскультурного феномена, перманентного состояния западной истории (подобно тому, как в университетских курсах постоянно утверждается историческое становление среднего класса) .
Теолог Дуглас Фэрроу проанализировал интерпретацию Агамбеном посланий Павла, в том числе перевод, и отметил ошибки в прочтении, в частности, «человека беззакония» во Втором послании к Фессалоникийцам (Агамбен предлагает нестандартную интерпретацию). В книге Агамбена диалектика заменяет или искажает эсхатологию, иногда философ преувеличивает значимость этимологии и придаёт чрезмерное значение одному слову (katargesis). Агамбен не рассматривает пневматологические и литургические аспекты, значимые для Павла, игнорирует Вознесение и уделяет мало внимания тому, что произойдет после Второго пришествия, включая божественные справедливость и прощение. 
Как отмечал Фэрроу, Павел под остатком подразумевает остаток еврейского народа, в то время как Агамбен относит остаток ко времени, в котором мы живем; Агамбен выборочно рассматривает этот сюжет. Если апостол, отвечая на вопрос, надо ли жениться (поскольку брак в новом мире не будет иметь значения), говорит, что «время уже коротко»; то у Агамбена время сжимается («время стянуто есть») и начинает заканчиваться: больше нет «теологической линеарности», поскольку цель времени уже достигнута в Христе. По  мнению Фэрроу, апостол не увидел бы  отличий этого мессианского времени от любого другого времени грехопадения. Фэрроу опровергает тезис Агамбена, что для Павла важнее сжимание времени, чем последний день, момент, когда время заканчивается; согласно Фэрроу, апостола несомненно интересует последний день, конец времени, и этот день точно не является моментом, поскольку речь о Втором пришествии Иисуса Христа; корректней говорить о «времени подготовки» к судному дню, его начале, а не об «оставшемся времени» . Для Агамбена обычное время и история, в отличие от вечности, являются областью закона: в оставшемся времени возникает  вечность, а закон аннулируется – эти тезисы Фэрроу считает важными и верными, но с поправкой, что Второе пришествие для Павла не означает прекращение времени или аннулирование закона, а связано с их изменением. Как отметил Фэрроу, Агамбен прав, что Христос является концом закона и как telos, и как finis, но во втором случае речь идёт о меньшем значении Торы. 
По оценке теолога, интерпретация Агамбена, «безусловно, во многих аспектах заслуживает восхищения, особенно подрыв и инверсия им традиционной идеи о государстве как ограничении», однако Павел имел в виду вовсе не государство, как бы его не понимать. Фэрроу отметил, что Павел бы согласился с агамбеновской критикой Церкви, но не с интерпретацией Второго послания к Фессалоникийцам. Подход Агамбена ко Второму пришествию можно понимать только в трактовке Рудольфа Бультмана: это «момент откровения, мистическое время раскрытия, время между временами, не являющееся временем»; этот подход восходит к Хайдеггеру, который считал, что для Павла Второе пришествие зависит от того, как человек живет. Согласно Фэрроу, эти интерпретации ошибочны.

## Комментарии
1. ↑  Бритт указывает на шмиттеанские коннотации[22].
2. ↑  Отмечается, что концепт разделения воспроизводит агамбеновское понятие исключения, которое присутствовало уже в работе «Homo Sacer»[19].